# Michael Zaslow
Michael Joel Zaslow (* 1. November 1944 in Inglewood, Kalifornien; † 6. Dezember 1998 in New York City, New York) war ein US-amerikanischer Film- und Theaterschauspieler sowie Drehbuchautor.

## Leben
Zaslow ist vor allem Fans des Star-Trek-Universums ein Begriff, verkörperte er doch mit Crewman Darnell das erste Mannschaftsmitglied der Enterprise, das bei einer Außenmission getötet wurde. Auch konnte Dr. Leonard McCoy an ihm zum ersten Mal den bei Trekkies beliebten Satz „Er ist tot, Jim!“ anwenden.
Der Pate des Filmschauspielers Christian Slater stand am Broadway in verschiedenen Produktionen auf der Bühne. Zu den bekanntesten zählen Die Katze auf dem heißen Blechdach und Boccaccio. Auch trat er 1980 im Musical Onward Victoria am Martin Beck Theater in Erscheinung, wo er Henry Ward Beecher darstellte.
Privat war Zaslow zwei Mal verheiratet. Kurzzeitig war er mit der Filmschauspielerin Joanne Dorian verheiratet, ehe er 1975 die Physiotherapeutin Susan Hufford ehelichte, mit der er bis zu seinem Ableben verheiratet blieb. Die beiden adoptierten zwei Mädchen aus Korea.
1997 wurde bei Zaslow Amyotrophe Lateralsklerose (ALS) diagnostiziert, an der er ein Jahr später verstarb.

## Filmografie (Auswahl)

### Als Schauspieler
- 1974, 1978: Barnaby Jones (Fernsehserie, 2 Folgen)
- 1977: Stern meines Lebens (You Light up my Life)
- 1979: Meteor
- 1985: Ticket zum Himmel (Seven Minutes to Heaven)
- 1996: Star Trek: Der erste Kontakt (Star Trek: First Contact)

### Als Drehbuchautor
- 1964: Another World

## Auszeichnungen
Zaslow wurde in den Jahren 1992 bis 1995 viermal für den Daytime Emmy nominiert. Doch nur einmal – 1994 – gewann er die Trophäe für seine Darstellung in Springfield Story. Außerdem wurde er für dieselbe Serie fünfmal für den Soap Opera Digest Award nominiert, gewann ihn jedoch nur einmal 1992 und postum 1998.